# Nijō-in no Sanuki
Nijō-in no Sanuki (jap. 二条院讃岐 Nijō-in no Sanuki; ur. około 1141, zm. po 1216) – japońska poetka, tworząca na przełomie okresów Heian i Kamakura. Zaliczana do Trzydziestu Sześciu Mistrzyń Poezji.
Córka Minamoto no Yorimasy, poety i jednego z przywódców rodu Minamoto. Służbę na dworze cesarskim rozpoczęła jako dama dworu cesarza Nijō. Po jego śmierci opuściła dwór i poślubiła Fujiwarę no Shigeyoriego, z którym miała troje dzieci – córkę i dwóch synów. Do służby powróciła w latach 90. XII w. u Kujō Ninshi (żony cesarza Go-Toby). W 1196 r. po tym, jak Ninshi utraciła pozycję na dworze, została mniszką buddyjską.
Nijō-in no Sanuki wraz z Gishūmon-in no Tango i Kojijū należała do kręgu poetów związanych z rodem Kujō, uczestniczyła także w konkursach poetyckich organizowanych przez eks-cesarza Go-Tobę. Siedemdziesiąt trzy utwory jej autorstwa zamieszczone zostały w cesarskich antologiach poezji. Jeden z jej wierszy wybrany został również do Ogura Hyakunin-isshu.